# 國際銀行 (紐約)
國際銀行（英語：United International Bank），在2006年由葉玉卿丈夫胡兆明（萬昌隆食品集團創辦人、董事長及首席執行官）、多名投資者創立一家為紐約華人地區提供理財存款業務。
洪天成（Fred T. Hung）為首席執行官，而黎大海（Jerry D. Li）為本行董事長。總部位於41-60 Main Street, Flushing, NY 11355。
被指財政問題的國際銀行，由於報道失實，故此葉玉卿於記者會上，代丈夫胡兆明為事件保留追究權利，強調財政健全。
2016年7月，胡兆明和葉玉卿決定出售該銀行股份，原因是受到美國外圍營商環境改變，加上需要多些陪伴家人，專心經營超市和地產行業。

## 連結
- UIBBank.com （页面存档备份，存于）